# Kim Bo-hyung
Kim Bo-hyung (hangul: 김보형; hanja: 金保亨; rr: Gim Bo-hyeong; MR: Gim Po-hyŏng; nascida em 31 de março de 1989), mais frequentemente creditada apenas como Bohyung (hangul: 보형), é uma cantora e compositora sul-coreana. Em janeiro de 2012, realizou sua estreia como integrante do grupo feminino Spica.
Em outubro de 2013, Bohyung realizou sua estreia como cantora solo com o lançamento do single digital Crazy Girl.

## Biografia
Bohyung nasceu em 31 de março de 1989 em Seul, Coreia do Sul. Sua família consiste em seus pais e sua irmã mais velha, Bo-seung. Ela frequentou a Universidade de Mulheres Dongguk, onde se graduou em 2008 com especialização em música moderna. Quando tinha apenas dezenove anos, se tornou concorrente no programa musical Chin Chin Singing Festival, onde se apresentou com a canção Such a Thing, sendo elogiada por sua capacidade vocal e premiada com o Prêmio de Ouro (primeiro lugar).
Em meados de 2007, ela realizou uma audição para se tornar artista da gravadora JYP Entertainment, porém deixou a empresa antes mesmo de sua estreia. Ela então se tornou estagiária da YG Entertainment e estava se preparando para sua estreia como integrante do grupo 2NE1, no entanto, Bohyung foi removida da formação do grupo por diferenças no estilo musical. Antes de deixar a empresa, o CEO da YG Entertainment, Yang Hyun-suk, escreveu uma carta de recomendações para a B2M Entertainment, empresa de Lee Hyori, se mudando para a agência dois meses mais tarde.

## Carreira

### 2012–17: Spica, estreia comCrazy Girle outras atividades
Em 31 de janeiro de 2012, foi confirmado que Bohyung iria realizar sua estreia como integrante do grupo Spica. Sua estreia ocorreu em 27 de fevereiro com o lançamento do extended play Russian Roullete, acompanhado de seu single homônimo. Suas promoções de estreia se iniciaram dois dias mais tarde, no programa M Countdown.
Bohyung trabalhou como compositora ao escrever diversas faixas do segundo extended play de Spica, Lovely. Ao lado da colega de grupo Kim Bo-ah, ela compôs That Night, With You e Since You're Out of My Life.
Em meados de 2016, Bohyung foi confirmada como concorrente na competição de canto da JTBC, Girl Spirit, uma competição para as vocalistas principais de grupos femininos menos conhecidos. O programa estreou em 19 de julho, sendo finalizado em 27 de setembro com Bohyung sendo proclamada a vencedora do programa. Meses depois, em fevereiro de 2017, Bohyung se juntou ao programa de variedades Cross Country. Como parte de seu projeto, Bohyung lançou duas trilhas sonoras para o programa, intituladas Cross Country e Like A Child.
Em fevereiro de 2017, foi anunciado o fim de Spica, o grupo que Bohyung fez parte por mais de cinco anos.

## Discografia
| Título                                                                                   | Ano                    | Melhor posição nas paradas | Vendas (DL)            | Álbum                                    |
| Título                                                                                   | Ano                    | KOR                        | Vendas (DL)            | Álbum                                    |
| Como artista principal                                                                   | Como artista principal | Como artista principal     | Como artista principal | Como artista principal                   |
| ---------------------------------------------------------------------------------------- | ---------------------- | -------------------------- | ---------------------- | ---------------------------------------- |
| "Crazy Girl" (내가 미친년이야)                                                           | 2013                   | —                          | —                      | Crazy Girl                               |
| Aparição em trilhas sonoras                                                              |                        |                            |                        |                                          |
| "Pierrot Laughs At Us"                                                                   | 2014                   | —                          | —                      | 100 Seconds War OST                      |
| "Like A Child"                                                                           | 2017                   | —                          | —                      | Cross Country OST Part.02 Like A Child   |
| "Cross Country" (com Yeeun, Suran e Hannah)                                              | 2017                   | —                          | —                      | Cross Country OST Part.04: The Last Song |
| "—" indica lançamentos que não figuraram nas paradas ou não foram lançados nessa região. |                        |                            |                        |                                          |

## Filmografia
| Ano  | Titulo        | Emissora   | Função           | Notas                                            |
| ---- | ------------- | ---------- | ---------------- | ------------------------------------------------ |
| 2016 | Girl Spirit   | JTBC       | Concorrente      | Eleita a ganhadora do programa no episódio final |
| 2015 | Cross Country | MBC Every1 | Membro do elenco | Apresentadora com Yeeun, Suran e Hannah          |